# Пам'ятки національного значення Вінницької області
Нижче наведено перелік пам'яток культурної спадщини національного значення Вінницької області.
| №  | Фото | Назва                                   | Дата                                      | Місце                                                                                              | Тип                                | Охоронний номер |
| -- | ---- | --------------------------------------- | ----------------------------------------- | -------------------------------------------------------------------------------------------------- | ---------------------------------- | --------------- |
| 1  |      | Садиба Михайла Коцюбинського            | друга половина XIX століття               | Вінниця, вул. Бевза, 15                                                                            | історична пам'ятка                 | 020001-N        |
| 2  |      | Склеп Миколи Пирогова                   | 1881                                      | Вінниця, Другий провулок Вишневського, 16                                                          | історична пам'ятка                 | 020002-N        |
| 3  |      | Садиба Миколи Пирогова                  | друга половина XIX століття               | Вінниця, Вулиця Пирогова, 155a                                                                     | історична пам'ятка                 | 020003-N        |
| 4  |      | Пам'ятник Миколі Пирогову               | 1971                                      | Вінниця, ріг вулиць Пирогова і Гоголя                                                              | пам'ятка монументального мистецтва | 020004-N        |
| 5  |      | Городище                                | IX-IV століття до н. е.                   | Вінницький район, село Лука-Мелешківська                                                           | археологічна пам'ятка              | 020005-N        |
| 6  |      | Городище                                | IX-IV століття до н. е.                   | Вінницький район, північний схід від села Якушинці                                                 | археологічна пам'ятка              | 020006-N        |
| 7  |      | Северинівське городище                  | VII-VI століття до н. е.                  | Жмеринський район, південний захід від села Межирів                                                | археологічна пам'ятка              | 020007-N        |
| 8  |      | Городище I                              | IX-VIII століття                          | Гайсинський район (до 2020 Іллінецький район), захід від селища Дашів                              | археологічна пам'ятка              | 020008-N        |
| 9  |      | Городище II                             | IX-VIII століття                          | Гайсинський район (до 2020 Іллінецький район), захід від селища Дашів                              | археологічна пам'ятка              | 020009-N        |
| 10 |      | Городище                                | IX-VIII століття                          | Вінницький район (до 2020 Іллінецький район), схід від села Жорнище                                | археологічна пам'ятка              | 020010-N        |
| 11 |      | Городище                                | IX-VIII століття                          | Вінницький район (до 2020 Іллінецький район), схід від села Пархомівка                             | археологічна пам'ятка              | 020011-N        |
| 12 |      | Могила Данила Заболотного               | 1929                                      | Тульчинський район (до 2020 Крижопільський район), село Заболотне, вулиця Заболотного, 3           | історична пам'ятка                 | 020012-N        |
| 13 |      | Городище                                | IX-VIII століття                          | Тульчинський район (до 2020 Крижопільський район), південний схід від села Крикливець              | археологічна пам'ятка              | 020013-N        |
| 14 |      | Багатошарове городище                   | IX-IV століття до н. е., IX—VIII століття | Могилів-Подільський район, село Григорівка (південний край урочища Щовб)                           | археологічна пам'ятка              | 020014-N        |
| 15 |      | Скельний монастир                       | IX-VIII століття                          | Могилів-Подільський район, село Лядова                                                             | археологічна пам'ятка              | 020015-N        |
| 16 |      | Городище                                | IX-IV століття до н. е.                   | Могилів-Подільський район (до 2020 Мурованокуриловецький район), південь від села Дерешова         | археологічна пам'ятка              | 020016-N        |
| 17 |      | Городище                                | IX-VIII століття                          | Могилів-Подільський район (до 2020 Мурованокуриловецький район), південний захід від села Попелюхи | археологічна пам'ятка              | 020017-N        |
| 18 |      | Немирівське городище                    | IX-IV століття до н. е.                   | Вінницький район (до 2020 Немирівський район), на південний схід від міста Немирів                 | археологічна пам'ятка              | 020018-N        |
| 19 |      | Городище                                | IX-VIII століття                          | Гайсинський район (до 2020 Немирівський район), на південний захід від села Джуринці               | археологічна пам'ятка              | 020019-N        |
| 20 |      | Городище                                | IX-VIII століття                          | Вінницький район (до 2020 Немирівський район), північний схід від села Дубовець                    | археологічна пам'ятка              | 020020-N        |
| 21 |      | Могила Миколи Леонтовича                | 1921                                      | Гайсинський район (до 2020 Теплицький район, село Марківка                                         | історична пам'ятка                 | 020021-N        |
| 22 |      | Могила Петра Ніщинського                | 1896                                      | Вінницький район (до 2020 Тиврівський район), село Ворошилівка                                     | історична пам'ятка                 | 020022-N        |
| 23 |      | Могила Данила Нечая                     | 1651                                      | Вінницький район (до 2020 Тиврівський район), село Черемошне                                       | історична пам'ятка                 | 020023-N        |
| 24 |      | Пам'ятник Миколі Леонтовичу             | 1969                                      | Тульчинський район, місто Тульчин, вул. Миколи Леонтовича (до 2016 Леніна)                         | пам'ятка монументального мистецтва | 020024-N        |
| 25 |      | Городище                                | IX-VIII століття                          | Тульчинський район, на захід від села Подільське (до 2024 Суворовське)                             | археологічна пам'ятка              | 020025-N        |
| 26 |      | Городище                                | IX-IV століття до н. е.                   | Могилів-Подільський район (до 2020 Чернівецький район), на схід від села Вила-Ярузькі              | археологічна пам'ятка              | 020026-N        |
| 27 |      | Оборонна фортеця з підземними ходами    | V—XVII століття                           | Могилів-Подільський район (до 2020 Ямпільський район), село Буша                                   | археологічна пам'ятка              | 020027-N        |
| 28 |      | Скельний храм з рельєфними зображеннями | V—XVII століття                           | Могилів-Подільський район (до 2020 Ямпільський район), село Буша                                   | археологічна пам'ятка              | 020028-N        |

## Список історико-культурних заповідників
- Історико-культурний заповідник «Буша»